# Крещенский заговор
Крещенский заговор или Богоявленский заговор (англ. Epiphany Rising) — неудачная попытка группы английских аристократов убить короля Генриха IV в январе 1400 года. В заговоре участвовали Томас Холланд, 3-й граф Кент, Джон Холланд, 1-й граф Хантингдон, Томас ле Диспенсер, 2/6-й барон Диспенсер, а также Эдуард Норвичский, граф Ратленд (впоследствии герцог Йоркский), Джон Монтегю, 3-й граф Солсбери, и Ральф Ламли, 1-й барон Ламли. Эти лорды планировали убить Генриха во время празднования Рождества и вернуть престол Ричарду II. Об их планах стало известно раньше времени, заговорщики подняли мятеж, но были разбиты и казнены (жизнь сохранил только Эдуард Норвичский). Историки видят в этих событиях пролог к Войне Алой и Белой розы, начавшейся спустя 55 лет.
События, связанные с Крещенским заговором, описывает Уильям Шекспир в своей исторической хронике «Ричард II».

## Предыстория

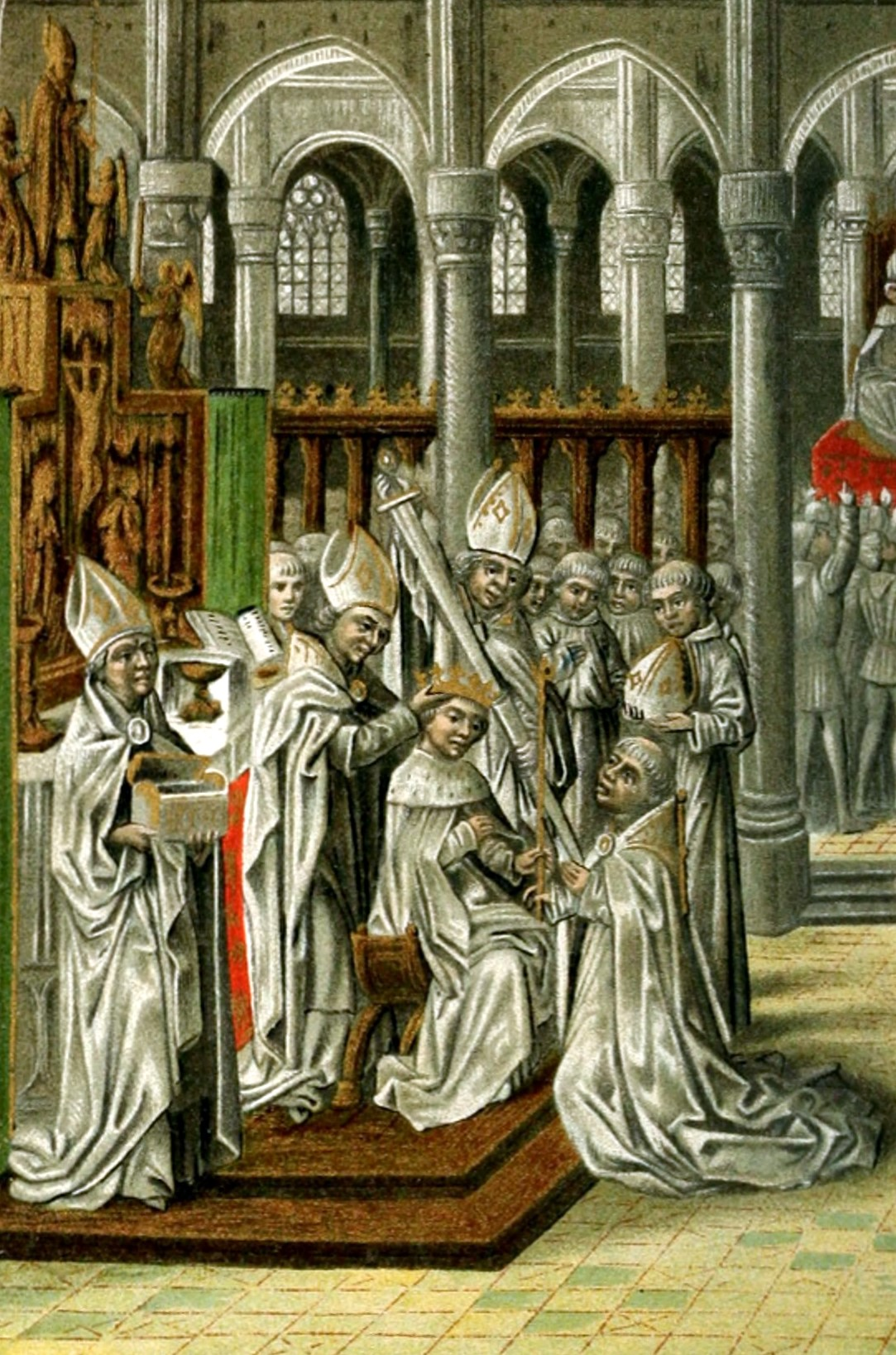
Коронация Генриха IV. Иллюстрация к «Хроникам» Жана Фруассара (XV век).

В 1399 году, когда Англией правил Ричард II, двоюродный брат короля Генрих Болингброк, приговорённый ранее к изгнанию и лишённый наследства, высадился в Йоркшире и поднял мятеж. Изначально его целью было только получить отцовские земли и герцогский титул, но мятеж встретил почти всеобщую поддержку, так что планы изменились. Ричард, оказавшийся под арестом, отрёкся от престола (29 сентября 1399 года), а на следующий день парламент провозгласил Болингброка королём под именем Генриха IV. Бывшего короля официально приговорили к пожизненному заключению. В обстановке глубочайшей секретности его увезли из Тауэра сначала в Грейвсенд, потом в замок Лидс в Кенте, а позже — в Понтефракт в Йоркшире.
Права Генриха IV на корону были далеко не бесспорными: помимо живого предшественника, существовали потомки ещё одной, старшей, ветви Плантагенетов. Ричард II в своё время признал наследником престола Эдмунда Мортимера, 5-го графа Марч, прадедом которого по женской линии был второй из сыновей Эдуарда III; Генрих же происходил от третьего сына короля. Сразу после смены правителей Эдмунд и его младший брат Роджер были помещены под надзор в Виндзорском замке. Из-за резкого уменьшения доходов короны новый монарх не мог выполнить данные им обещания — снизить налоги и выплатить вознаграждение наиболее отличившимся товарищам по мятежу. К тому же он конфисковал титулы у ряда фаворитов Ричарда: единоутробный брат бывшего короля Джон Холланд перестал быть герцогом Эксетером, племянник Томас Холланд — герцогом Сурреем, двоюродный брат Эдуард Норвичский — герцогом Албемарлом, зять Эдуарда Томас ле Диспенсер — графом Глостером. Другим санкциям эти вельможи не подверглись, так как Генрих IV рассчитывал использовать их против остальных аристократических группировок. Тем не менее их враждебность по отношению к королю усилилась.

## Заговор
В декабре 1399 года настоятель Вестминстерского аббатства Уильям де Колчестер, симпатизировавший Ричарду II, пригласил к себе оппозиционно настроенных лордов. Это были оба Холланда (Джон теперь носил старый титул 1-го графа Хантингдона, Томас — титул 3-го графа Кента), Диспенсер, остававшийся 2/6-м бароном Диспенсером, и Эдуард Норвичский, сохранивший титул графа Ратленда. К ним примкнули ещё один фаворит Ричарда Джон Монтегю, 3-й граф Солсбери, Ральф Ламли, 1-й барон Ламли (родственник Холландов), епископ Карлайла Томас Мерк, сэр Томас Блаунт и сэр Бернард Брокас. Встреча состоялась 17 декабря. Собравшиеся решили убить Генриха IV в Виндзоре, где тот собирался отмечать Рождество. Двенадцатидневные празднества должны были увенчаться турниром 6 января 1400 года. Заговорщики хотели накануне собрать вооружённый отряд в Кингстоне, ночью войти в Виндзорский замок (ворота открыли бы их сторонники, приехавшие в Виндзор под предлогом турнира) и сразу убить короля вместе с его сыновьями. После этого было бы объявлено о возвращении короны Ричарду. До освобождения короля из Понтефракта его роль должен был играть некто Моделин — капеллан, очень похожий на него внешне.

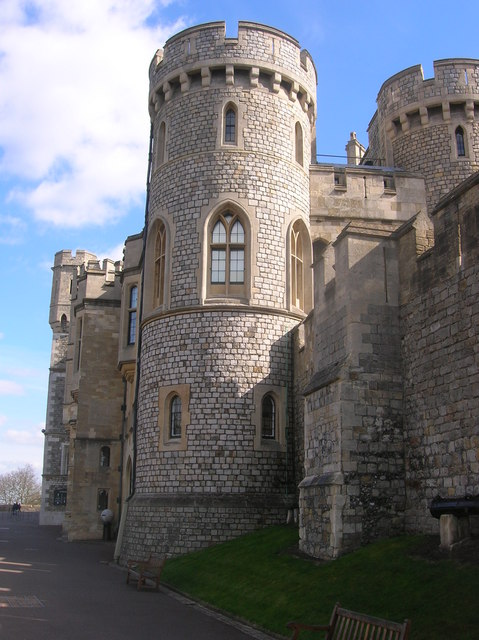
Государственные апартаменты (State Apartments) в Виндзорском замке

Во время празднования Рождества Генрих IV узнал о заговоре от Эдмунда Лэнгли, 1-го герцога Йоркского, — отца Эдуарда Норвичского. По одной из версий, Эдуард сам всё рассказал отцу, не желая предавать короля либо боясь расплаты в случае неудачи; по другой, Эдмунд выхватил из рук сына письмо от одного из заговорщиков и прочёл его. Генрих немедленно уехал из Виндзора в сопровождении сына и всего двух слуг в преданный ему Лондон. Там он смог за несколько дней собрать армию в 20 тысяч человек. Трое графов, Кент, Хантингдон и Солсбери, с отрядом в 400 всадников всё-таки заняли Виндзор, но, увидев, что короля с сыновьями там нет, тут же его оставили. Кент закрепился в Мейденхеде, чтобы выиграть время, удерживая местный стратегически важный мост через Темзу. Солсбери же двинулся на запад, объявляя всем, что Ричард II бежал из заключения, и пытаясь набрать новых людей. Ему удалось привлечь на свою сторону жену Ричарда Изабеллу Французскую, которую держали под надзором в поместье Сонинг близ Рединга, однако широкой поддержки у местного населения граф не нашёл.
Граф Кент, простояв в Мейденхеде три дня, отступил из него на запад, а королевская армия двинулась за ним. В Сайренсестере (Глостершир) Кент встретился с Солсбери. К тому моменту у обоих графов не было достаточно людей, чтобы продолжать войну; местные жители во главе с бейлифом, лояльные по отношению к Генриху IV, арестовали их и барона Ламли, пообещав, что доставят к королю на суд, но на следующий день группа мятежников попыталась освободить арестованных. Разъярённая толпа обезглавила всех троих лордов. Диспенсер бежал в Бристоль, но там тоже был схвачен и обезглавлен без суда (13 января). Та же судьба постигла Хантингдона в Плеши в Эссексе 16 января. Головы лордов привезли в Лондон и там насадили на копья для всеобщего обозрения. Прочих мятежников благородного происхождения привезли связанными в Оксфорд, где находился король. 29 из них по его приказу казнили у городских стен (в их числе был Томас Блаунт, подвергнутый повешению, потрошению и четвертованию), остальных доставили в Лондон, где были осуждены и казнены ещё как минимум четверо (в том числе сэр Бернард Брокас).
Трёх графов, баронов Диспенсера и Ламли посмертно осудили как изменников. Их титулы и владения были конфискованы, но позже всё-таки вернулись к наследникам. Эдуард Норвичский сохранил своё высокое положение, а после смерти отца в 1402 году стал 2-м герцогом Йоркским.

## Последствия и историческое значение
Ближайшим следствием Крещенского заговора стала смерть Ричарда II. Бывший король, по-видимому, был убит своими тюремщиками, а по альтернативной версии уморил себя голодом, когда узнал о гибели заговорщиков. Генриху IV и дальше пришлось бороться с мятежами, но он всё-таки смог передать престол сыну (1413 год). Брат Эдуарда Норвичского Ричард Конисбург, 3-й граф Кембридж, женился на дочери Эдмунда Мортимера, и родившийся от этого брака Ричард, герцог Йоркский, в 1450-е годы заявил о своих правах на корону как представитель старшей ветви Плантагенетов. Его претензии стали причиной Войны Алой и Белой розы, расколовшей всю английскую аристократию на две враждующие группировки. Впервые этот раскол обозначился благодаря Крещенскому заговору. Первый же парламент, контролировавшийся йоркистами, полностью реабилитировал заговорщиков (1461 год).

## В культуре
События, связанные с Крещенским заговором, описывает Уильям Шекспир в своей исторической хронике «Ричард II». В числе героев пьесы герцог Омерль, герцог Серри, граф Солсбери. Здесь фигурирует история с письмом, которое герцог Йорк выхватывает из рук сына; узнав о планах убить короля в Оксфорде, герцог тут же отправляется к монарху, но сын (Омерль) обгоняет его и вымаливает у Генриха IV прощение. Позже граф Нортумберленд сообщает, что привёз в Лондон головы Кента, Солсбери, Диспенсера и Блаунта, а барон Фицуолтер — что в Оксфорде казнены сэр Беннет Сили и сэр Бернард Брокас.
Пьеса Шекспира стала основой для ряда художественных фильмов. В частности, это фильм 2012 года «Ричард II» из цикла «Пустая корона».